# Little Gidding (poemat)
Little Gidding – poemat T.S. Eliota, wchodzący w skład cyklu Cztery kwartety. Ukazał się po raz pierwszy w 1942, zarówno w czasopiśmie New English Weekly, jak i w formie broszury. Potem został wydany wraz z trzema pozostałymi częściami  1943. Został napisany wierszem tonicznym. Dzieli się na pięć sekcji. Stanowi uwieńczenie refleksji Eliota na temat życia ludzkiego, wiary chrześcijańskiej, czasu i historii. 
Tytuł poematu jest nazwą wsi w hrabstwie Huntingdonshire. jest ona znana jako miejsce, w którym Nicholas Ferrar utworzył w XVII wieku wspólnotę anglikańską.